# Croton reflexifolius
Croton reflexifolius är en törelväxtart som beskrevs av Carl Sigismund Kunth. Croton reflexifolius ingår i släktet Croton och familjen törelväxter. Inga underarter finns listade i Catalogue of Life.